# Comunità montana Agno Chiampo
La comunità montana Agno Chiampo è stata una comunità montana veneta della provincia di Vicenza. Era composta da 10 comuni delle valli dell'Agno e del Chiampo:
- Altissimo
- Brogliano
- Chiampo
- Cornedo Vicentino
- Crespadoro
- Nogarole Vicentino
- Recoaro Terme
- San Pietro Mussolino
- Trissino
- Valdagno (dove si trovava la sede della comunità montana)

Come tutte le comunità montane della Regione, è stata commissariata nel 2014 con l'obiettivo di trasformalo in unione montana. L'iter non è andato a buon fine a causa di alcune difficoltà istituzionali e la comunità è stata definitivamente sciolta nel 2021. Dei comuni che la costituivano, Recoaro Terme e Valdagno fanno ora parte dell'unione montana Pasubio Alto Vicentino.